# دريوش شكوف
دريوش شكوف مواليد 25 يونيو 1954 في طهران، وهو فنان، وفيلسوف و مخرجو كاتب، و منتج أفلام. ولد في طهران، إيران، ولكن ذهب ليعيش في ألمانيا.
ولد دريوش شكوف في عام 1954 في طهران، إيران. ذهب إلى مدرسة الخوارزمي الثانوية. تخرج دريوش شكوف من ENMU، شرق جامعة نيو مكسيكو في الولايات المتحدة الأمريكية في فيزياء و الرياضيات. حصل كذلك على درجة الماجستير في إدارة الأعمال، ماجستير إدارة الأعمال من UD في تكساس، الولايات المتحدة الأمريكية. بعد ذلك حضر رسالة الماجيسير والدكتوراة الفنون والسينما في جامعة نيويورك.

## روابط خارجية
- دريوش شكوف على موقع IMDb (الإنجليزية)
- دريوش شكوف على موقع ألو سيني (الفرنسية)
- دريوش شكوف على موقع أول موفي (الإنجليزية)
- دريوش شكوف على موقع قاعدة بيانات الفيلم (الإنجليزية)
- دريوش شكوف على موقع كينوبويسك (الروسية)